# Église Notre-Dame-du-Rosaire de Saint-Maur-des-Fossés
Pour les articles homonymes, voir Église Notre-Dame-du-Rosaire.
L’église Notre-Dame-du-Rosaire est une église située dans la commune de Saint-Maur-des-Fossés en Île-de-France (France).

## Historique
La première commission pour l'érection d'une chapelle au Parc-Saint-Maur est constituée en 1874.
Les démarches administratives en vue de la construction de la chapelle eurent lieu dans un contexte anticlérical, tant au niveau national que local.
Le 31 octobre 1885, la Compagnie des chemins de fer de l'Est signe une promesse de vente sous seing privé de deux terrains pour construire une église et un presbytère au Parc-Saint-Maur.
Les souscriptions publiques permettent de commencer les travaux en 1886. La pose de la première pierre a lieu en juin 1886. La fabrique obtient un vote favorable du conseil municipal pour l'ouverture de la chapelle, après trois séances les 3 juin, 16 juin et 3 juillet 1894.
La demande de la fabrique est confirmée par un décret du 31 janvier 1896, signé par Félix Faure. Le 11 mars 1896, l'achat officiel du terrain est signé.
Le nom de Notre-Dame-du-Rosaire est choisi, comme pour des dizaines de paroisses de la banlieue de Paris construites à cette époque, à la suite d'une grande dévotion à la Vierge et de la célébration du Rosaire : entre 1883 et 1896, le pape Léon XIII a publié neuf encycliques sur ce thème.
L'ouverture de la chapelle a lieu au printemps 1896. À cette date, Notre-Dame-du-Rosaire n'est encore qu'une chapelle qui dépend de l'église paroissiale Saint-Nicolas, seule paroisse à Saint-Maur, et dont dépendent aussi la chapelle Saint-Hilaire et la chapelle d'Adamville.
Dès 1899, une pétition est signée par le plus d'habitants possible et envoyée à l'archevêque pour demander la transformation de la chapelle en église paroissiale. Les autres chapelles de Saint-Maur font de même. La municipalité s'y oppose.
Finalement, c'est à la suite de la loi de séparation des Églises et de l'État de 1905 que le cardinal Richard est libre de diviser la paroisse de Saint-Maur en quatre paroisses indépendantes. Le 22 juin 1907, la paroisse de Saint-Maur est officiellement coupée en quatre. Notre-Dame-du-Rosaire devient une église paroissiale.
Lé 22 mai 1927 a lieu le baptême de la cloche par le cardinal Dubois, archevêque de Paris, ainsi que la bénédiction des nouvelles travées et des voûtes.
On entreprend la construction d'un nouveau centre paroissial, dont la première pierre est posée le 9 avril 1967, et qui est inauguré le 13 octobre 1968 en présence des autorités civiles et de Mgr de Provenchères, évêque de Créteil.
En 1990, des travaux importants de rénovation de l'intérieur de l'édifice sont réalisés, qui nécessitent la fermeture de l'église pendant six mois : les salles d'accueil sont repensées, des tableaux d'affichage sont installés à l'entrée, le chœur retrouve son niveau d'origine, le ravalement intérieur est réalisé ainsi qu'un nouvel éclairage, un nouveau chauffage, une nouvelle sonorisation. Un oratoire est créé à la place de l'ancienne sacristie.
Le 29 mai 2005, Mgr Daniel Labille, évêque de Créteil, procède à la consécration de l'église, à l'invitation du père Stéphane Aulard.
En 2013, deux nouvelles cloches sont installées à la place de l'ancienne cloche défectueuse, et sont bénites le 24 février 2013 par Mgr Michel Santier, évêque de Créteil.

## Orgue
L'orgue Hammer, béni en novembre 2009, a été inauguré le 10 janvier 2011 par six organistes, notamment Véronique Aas du Rieux (organiste titulaire) et Éric Lebrun et Pierre Pincemaille, professeurs au Conservatoire de Saint-Maur-des-Fossés.